# Эхо (мифология)
Эхо́ (др.-греч. Ἠχώ) — персонаж древнегреческой мифологии. Горная нимфа ореада, с именем которой в древнегреческой мифологии связывали природное явление эхо — отражение звука, например при крике в горах. С Эхо связаны несколько отличных друг от друга вариантов мифа.
Согласно наиболее распространённому, нашедшему в том числе отображение в литературной обработке Овидия, нимфа отвлекала Геру именно в те моменты, когда та собиралась поймать Зевса во время измены. Верховная богиня возмутилась. Эхо была лишена способности вести беседу, однако ей оставили возможность повторять слова за другими. Позже Эхо полюбила Нарцисса, однако была им отвергнута. Она начала чахнуть и истаяла, оставив лишь голос. Нарцисс был покаран за высокомерие и то, как поступил с Эхо и другими девушками. Он полюбил своё отражение в воде, причём так сильно, что не мог отойти от него ни на шаг и умер от голода и страданий.

## Мифы
В древнегреческой мифологии существует несколько противоречащих друг другу мифов относительно Эхо. Её называли горной нимфой, матерью Ямбы, в честь которой назван стихотворный размер ямб, а также Йинкс от Пана. Подругой Пана «болтливую деву» и «эфира и голоса чадо» Эхо называли Феокрит, Лукиан, а также в одном из орфических гимнов. По другой версии мифа Эхо предпочла Пану сатира.
Она упомянута у Пиндара за способность передавать вести из мира живых в царство мёртвых Аид.

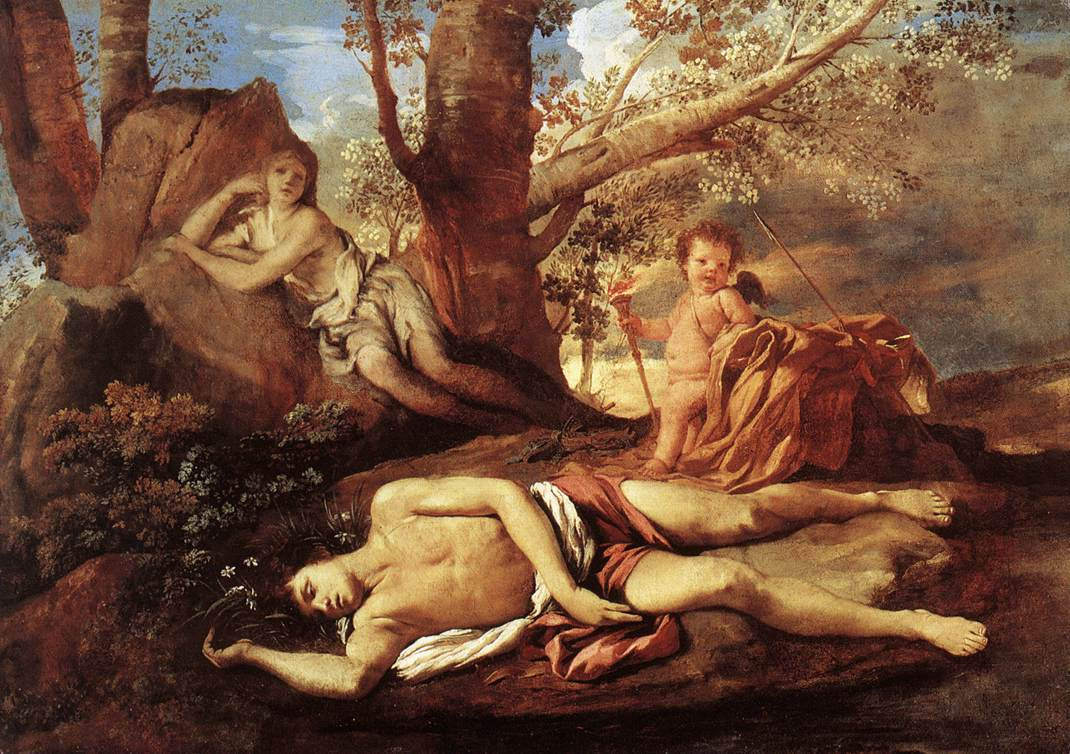
«Нарцисс» и Эхо. Н. Пуссен, 1630. Лувр, Париж, Франция

В вариации мифа, получившей среди прочего литературную обработку в «Метаморфозах» Овидия, Эхо была лишена Герой возможности нормально разговаривать. Когда верховная богиня пыталась застигнуть своего супруга Зевса во время измены, вмешивалась Эхо. Своей речью она отвлекала Геру, тем самым помогая подругам нимфам избежать кары. В какой-то момент Гере это надоело и она лишила Эхо возможности вести беседу, оставив лишь способность повторять чужие слова. Позже нимфа полюбила Нарцисса, но была им отвергнута. От неразделённой и несчастной любви Эхо начала чахнуть. Она спряталась в пещере под листвой и истаяла. От некогда болтливой нимфы остался лишь голос, который повторяет чужие слова.

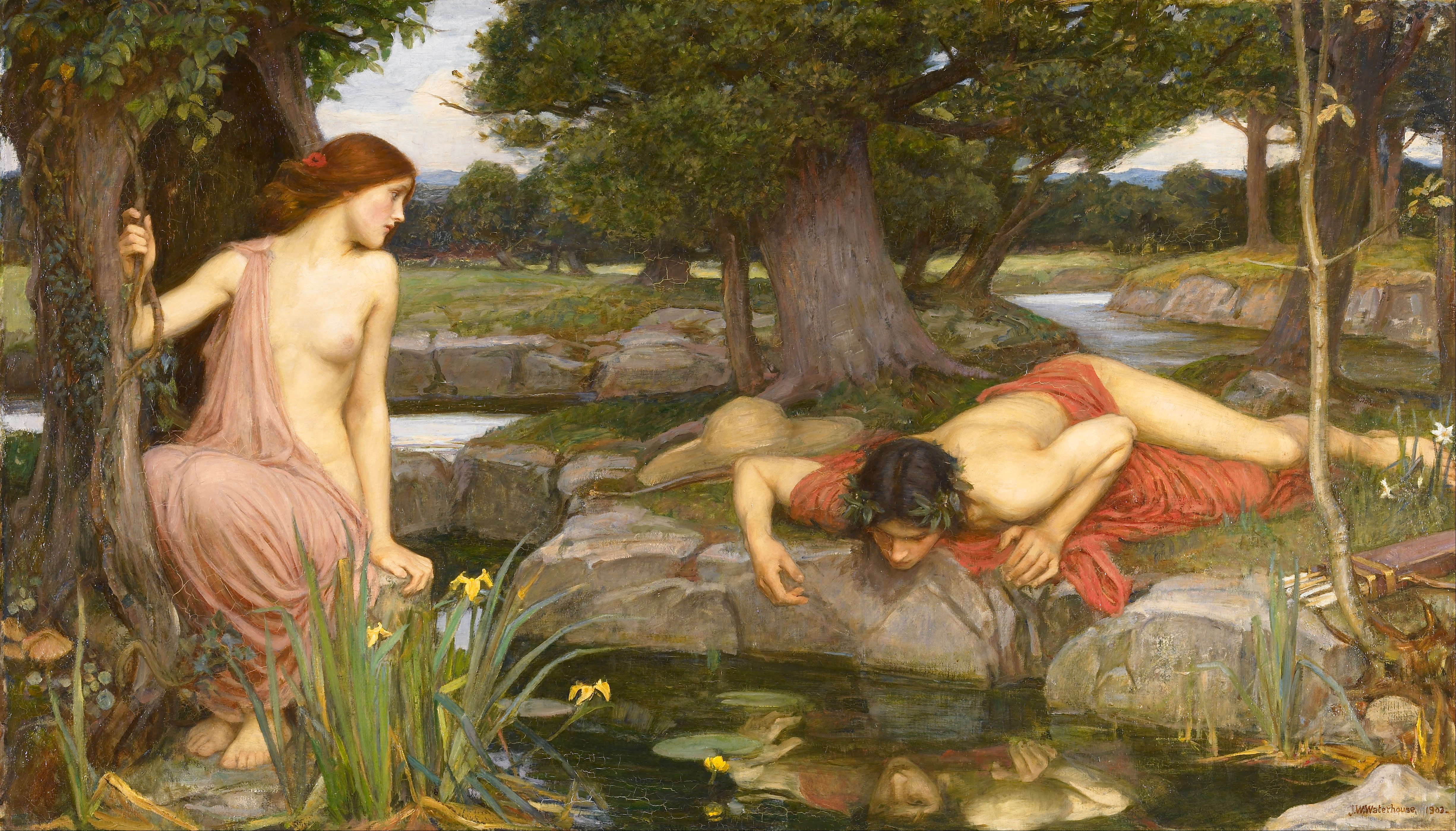
«Эхо и Нарцисс». Д. У. Уотерхаус, 1903. Художественная галерея Уолкера, Ливерпуль, Великобритания

В античном романе II века н. э. «Дафнис и Хлоя» Лонга приведена отличная от других источников версия жизни и смерти Эхо. Согласно данному роману она была смертной дочерью одной из нимф и обычного человека. Её воспитали, а также научили петь и играть на лире и свирели нимфы. Молодая девушка избегала мужчин, желая сохранить девственность. Пан рассердился на Эхо и вверг в безумье пастухов. Те растерзали молодую девушку. Богиня земли Гея сохранила в своих недрах голос убитой. По воле муз её голос продолжает, как ранее сама Эхо, подражать окружающим. Больше всего это злило Пана, который услышав эхо вскакивал и бежал по горам, желая найти его источник.
Позднеантичные писатели пытались найти историческую подоплёку внешне невероятных историй об Эхо. Так, согласно одной из версий Пан был военачальником Диониса. Как то раз ночью, когда вражеское войско находилось в ущелье, он дал приказ своим солдатам громко кричать. Поднятый шум отозвался эхом. Испуганные солдаты в панике бежали. После этого Эхо стали называть спутницей Пана. Схожую историю передаёт Ватиканский аноним с тем отличием, что Эхо стали называть не спутницей, а дочерью Пана.

## В искусстве
Эхо была действующим персонажем в утраченной трагедии Еврипида «Андромеда».

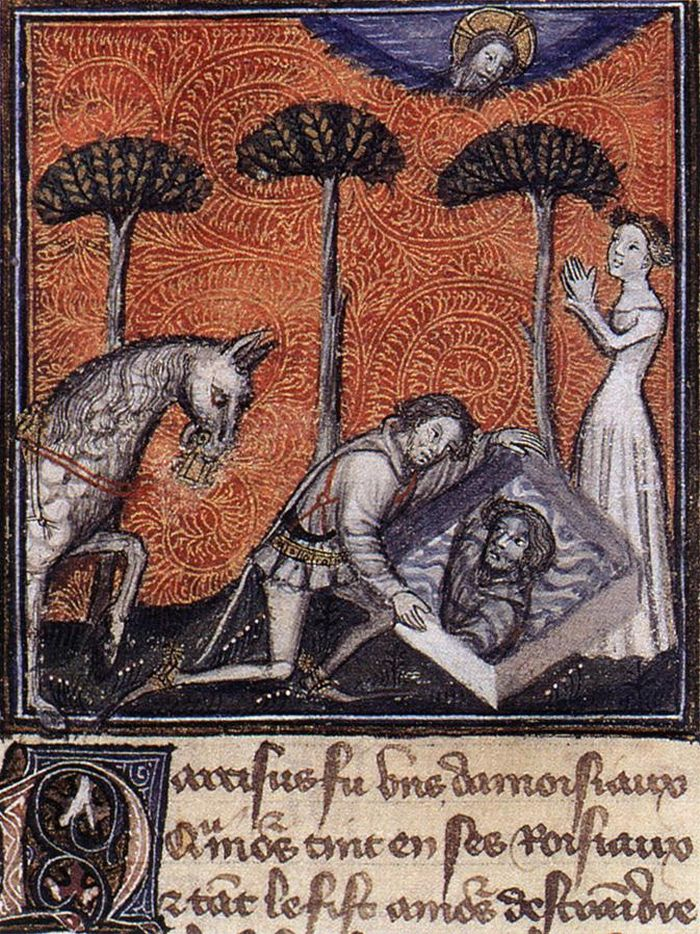
Иллюстрация из «Романа о Розе» 1380-х годов

Литературная обработка мифа об Эхо и Нарциссе Овидия вдохновила многих писателей, композиторов и художников Средних веков и Нового времени. Первой средневековой интерпретацией мифологического сюжета об Эхо стал норманско-французский манускрипт «Слово о Нарциссе». В этом произведении нимфа Эхо заменена принцессой Дане, которая влюбляется в простолюдина Нарцисса. Она открывает свои чувства, однако её возлюбленный отвергает Дане, как и других женщин. Дане призывает Купидона. Тот поражает Нарцисса своими стрелами. Юноша видит своё изображение в луже и влюбляется, представив его женщиной. Дане находит своего любимого при смерти. Она расскаивается в своём поступке, прижимается к Нарциссу и умирает. Поэт призывает мужчин и женщин не пренебрегать женихами и невестами, чтобы не пережить подобную судьбу.
Хоть миф Овидия в целом и узнаваем, ряд деталей были изменены. Практически все ссылки на античные божества исчезли, за исключением Купидона, который служит олицетворением любви. Нарцисс из сына бога понижен до простолюдина, а Эхо, наоборот, возведена в ранг принцессы. Устранена всякая отсылка к гомосексуальным мотивам. Так если у Овидия Нарцисс избегал, как женщин, так и мужчин, то в средневековом трактате речь идёт только о женщинах. Даже изображение, в которое влюбляется Нарцисс он воспринимает за женское. Также добавлены отсутствующие у Овидия мотивы об особенностях любовных взаимоотношений между людьми из разных сословий.
Мифический сюжет о любви Эхо к Нарциссу нашёл отображение в средневековом «Романе о Розе» XIII века. В саду наслаждений герой поэмы Амант находит источник Нарцисса. На плите около источника описана история самовлюблённого юноши. Эхо представлена не нимфой, а благородной дамой. Нарцисс отвергает Эхо. Поведение Нарцисса вызвано грехом гордыни. Горе дамы было настолько велико, что она умерла. Бог услышал предсмертные молитвы Эхо. Любовь юноши к самому себе стало тем проклятием, которое его и погубило. Так он был отомщён за ту любовь, которую отверг. Мораль этого романа, по мнению его авторов, заключалась в том, что жестоких дам, если они доведут до смерти влюблённых в них мужчин, ждёт кара богов.
Трагическая история взаимоотношений Эхо и Нарцисса стала основой либретто оперы Кристофа Виллибальда Глюка «Эхо и Нарцисс».

## В астрономии
Именем Эхо названы несколько объектов на Марсе — горы, каньон и хаос. Также в честь Эхо назван астероид (60) Эхо, открытый в 1860 году американским астрономом Джеймсом Фергюсоном в Военно-морской обсерватории США в Вашингтоне.